# Nationaal Park Bayerischer Wald
Het Nationaal Park Bayerischer Wald (Duits: Nationalpark Bayerischer Wald) werd in 1970 het eerste nationaal park van Duitsland. Sinds de uitbreiding van 1997 heeft het een oppervlakte van 24.250 hectare. Samen met het Bohemer Woud (Nationaal park Šumava) in Tsjechië vormt het "Bayerische Woud" het grootste samenhangende bos van Centraal-Europa (European Green Belt).
Het nationale park is in 1972 erkend door de International Union for Conservation of Nature and Natural Resources (IUCN). In 1986 gevolgd door het 'Europadiploms der Kategorie A' van de Raad van Europa.
De organisatie heeft 200 personeelsleden. Het hoofdkantoor is gevestigd in Grafenau.

## Geografie
Het park ligt in het oosten van Beieren in de districten (Landkreis) Regen en de Freyung-Grafenau langs de grens met Tsjechië en heeft een oppervlakte van 24.250 Hectare bijna oerwoud in het Middelgebergte van het Beierse Woud.
Een groot deel van het nationaal park ligt boven de 1000 meter hoogte. Het geheel wordt omgeven door de flanken van de Falkenstein (1315 m), de Lusen (1373m) en de Rachel (1453 m). Naast het hellingbos is er nog hoogveen en heide, de zogenaamde Schachten, die doorlopen aan de Tsjechische kant van de grens in het Bohemer Woud. In het oosten grenst het nationale park aan het Nationaal park Šumava, waarmee nauw wordt samengewerkt.

## Doel van het nationaal park
Het doel van het nationaal park is, de natuur, de natuur te laten. In het grootse gedeelte van het park moeten de natuur en de natuurlijke processen beschermd worden. In 8000 Hectare (bijna 25% van het totaal) wordt totaal niet meer ingegrepen door de mens.

## Letterzetter
Vrijwel het gehele park bestaat uit gemengd bos met overwegend sparren, beuken en dennen. Doordat het bos aan zichzelf wordt overgelaten ontstaat hier een soort oerwoud.
Door aantasting door de letterzetter (Ips typographicus), een kever, en door stormen zijn gaten in de naaldbossen geslagen.
Een gedeelte van de bevolking had geen begrip voor de daadloosheid van de organisatie. De eigenaren van de aanliggende bossen vreesden de letterzetter. Anderen zagen de letterzetter echter als een hulp om de monocultuur te doorbreken. Sinds enkele jaren lopen de aantallen letterzetters duidelijk terug. Op veel plekken groeien weer jonge bomen.
In het park komen soorten voor als het auerhoen, de lynx, de slechtvalk, de Europese wilde kat, de zwarte ooievaar, de oehoe, de eland en de otter. De laatste jaren zijn er ook steeds vaker sporen van een enkele wolf gezien.

## Informatie en documentatiecentrum
Er is een informatie en documentatiecentrum, het Hans-Eisenmann-Haus in Neuschönau.

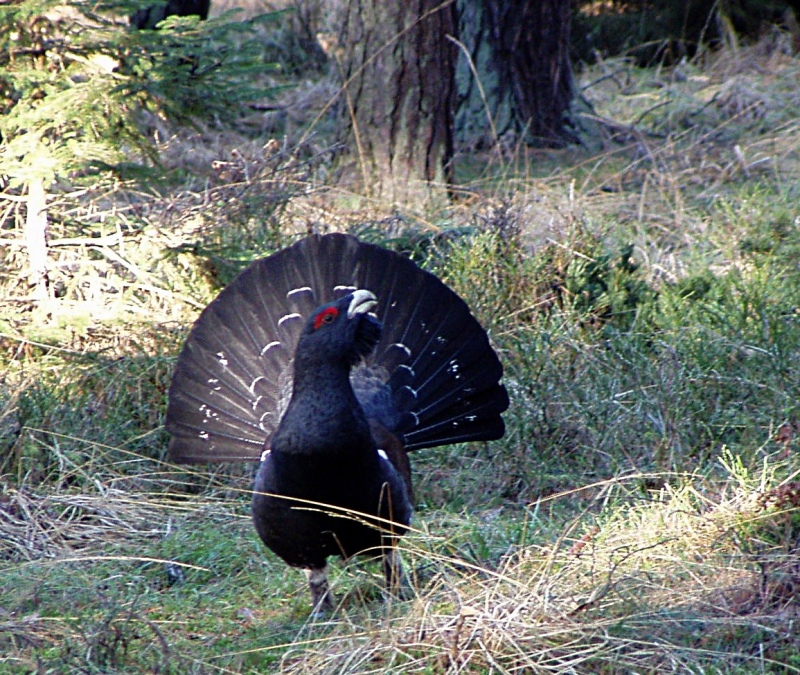
Auerhoen
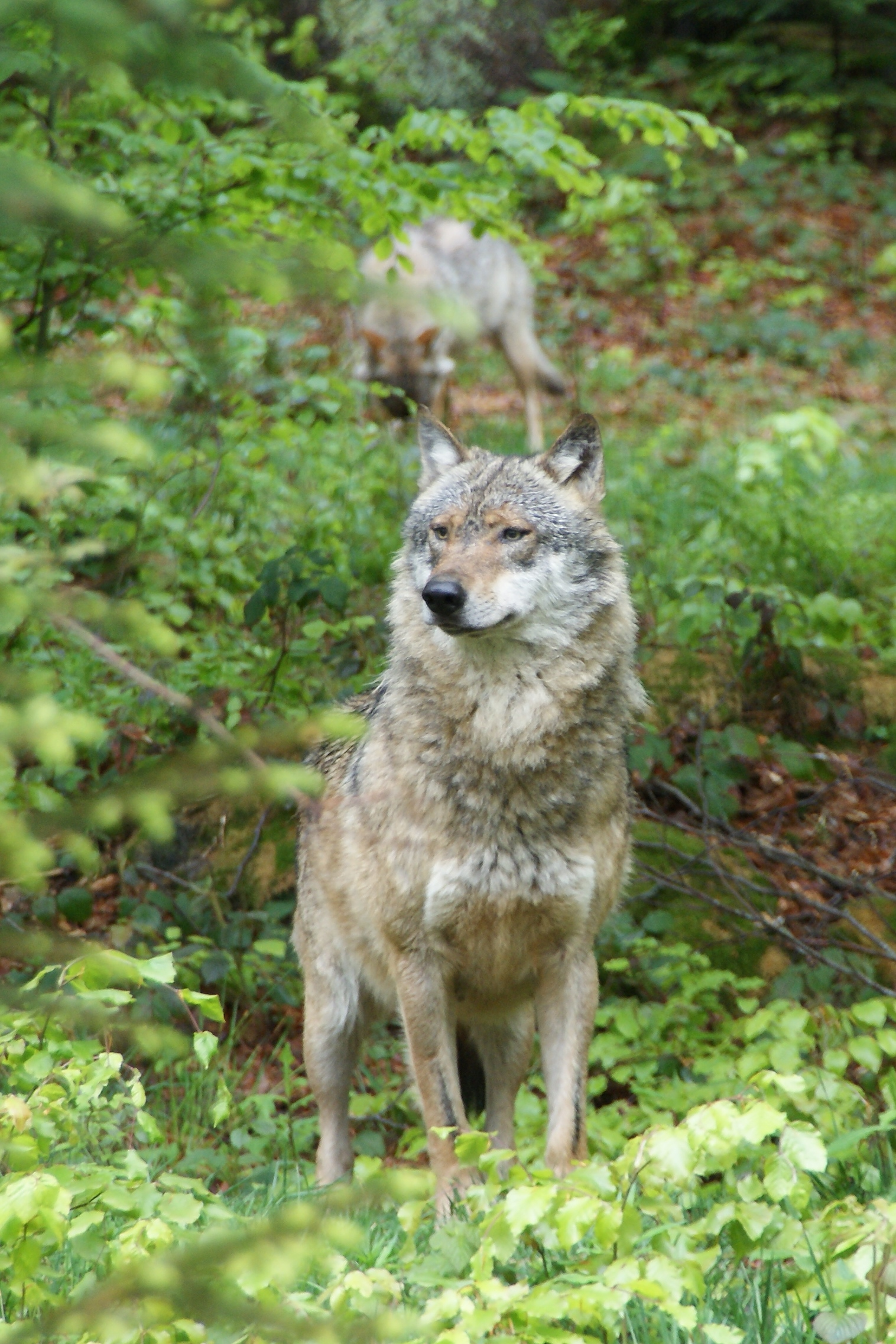
Wolf
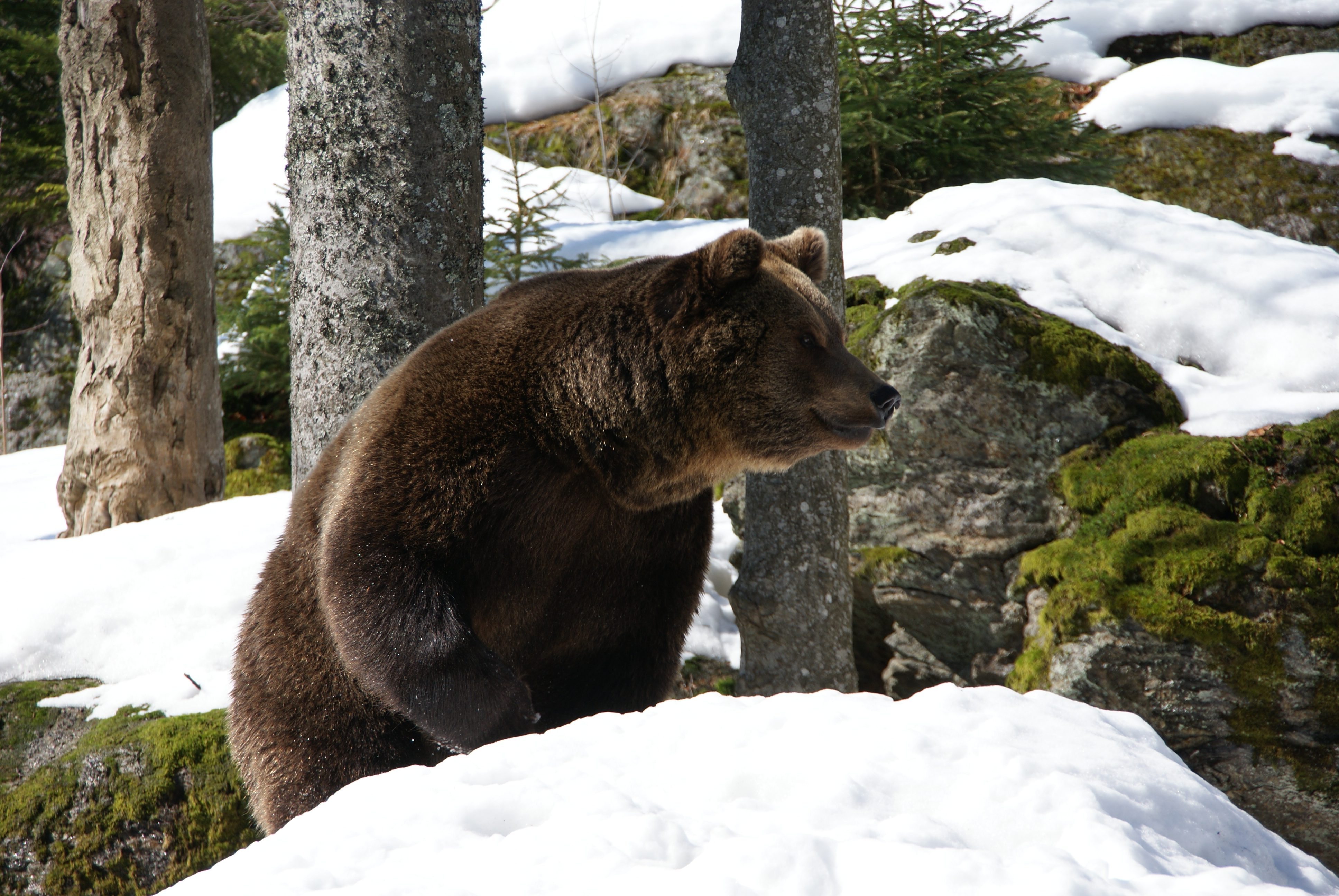
Bruine beer
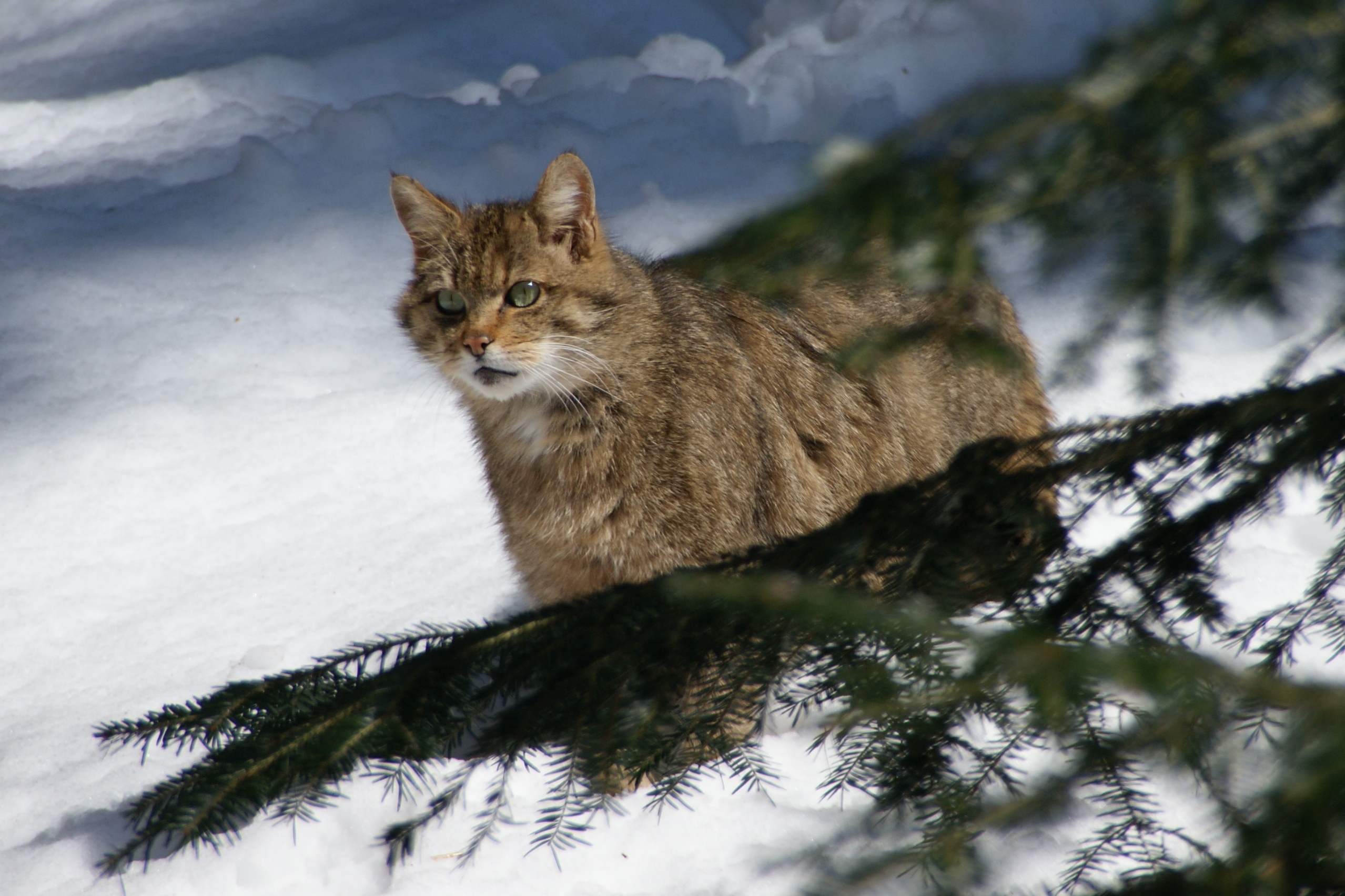
Europese wilde kat